# Vincenzo Navarro

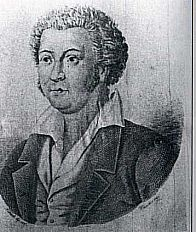
Vincenzo Navarro

Vincenzo Navarro (Ribera, 22 giugno 1800 – Sambuca di Sicilia, 5 agosto 1867) è stato un poeta italiano ed illustre personaggio siciliano.

## Biografia
Medico e valente letterato, nacque a Ribera il 22 giugno 1800, da Emanuele e Domenica Turano, agiata famiglia del tempo. A causa delle sue precarie condizioni di salute, trascorse il periodo della fanciullezza, costretto a soggiornare in vari paesi vicini a Ribera, come Sciacca, Caltabellotta e Burgio. A 16 anni si trasferisce a Girgenti (oggi Agrigento), dove seguì gli studi in Seminario. Iniziò a studiare legge all'Università di Palermo, ma su pressione del padre, passò a studiare a medicina e conseguì la laurea nel 1823.
Poco più che ventenne diede alle stampe due volumetti di poesie, dove traspariva tutto il suo sentimento e la sua grande voglia di comunicare. Di ideali fortemente patriottici e di animo buono e sensibile fu molto stimato a Ribera e nei dintorni, e fu nel contempo, apprezzato per la sua preparazione medica, che gli permetteva di ottenere guarigioni ritenute sorprendenti e miracolose. Non mancavano però le persone che gli si mostravano ostili con maldicenze irriguardose, ma a queste sapeva sempre rispondere con una non comune cortesia e con tali nobili maniere che le mettevano presto a tacere. Ebbe anche delusioni ed amarezze, che spesso, lo portarono lontano da Ribera.
A Sciacca scrisse un carme sul Monte Kronio ed una tragedia tratta dal famoso “Caso di Sciacca”, intitolata “Giacomo Perollo”. Altre pubblicazioni che regalò alla cittadina termale, furono : “La Vergine del soccorso” ed un poemetto sul “Nuovo vulcano sottomarino”. Sposatosi a Sambuca di Sicilia, continuò la sua attività letteraria, alternandola alla professione di medico. Scrisse inoltre, i “Primi idilli di caccia”, “I sepolcri della Villa Giulia” e “Giovanni da Procida”, ottenendo ampi consensi dalla critica del tempo. Nel 1836 subì una grave disgrazia, con la morte di una figlioletta, a causa del colera, che da Palermo si era diffuso in parecchie zone della Sicilia.
Pubblicò le sue opere, scritte tra il 1844 e il 1859, nella città di Palermo, col titolo “Poesie e Prose del Dott. Vincenzo Navarro da Ribera”. Tra settembre e ottobre del 1856, pubblicò il suo volume più conosciuto “Intorno a Ribera, Parole”, che costituiva, oltre ad una prima storia di Ribera sin dalle origini, anche una chiara denunzia sulle condizioni sanitarie ed economiche della cittadina. Dallo stesso volume, si evince anche un chiaro tentativo di eliminare le risaie della Valle di Verdura, che erano causa di numerosi decessi, poiché provocavano la malaria. Tale impegno, portato avanti per parecchi anni, alla fine fu coronato da successo, in quanto, con il consenso delle masse popolari il Navarro riuscì a farle scomparire, creando le premesse per altre più redditizie coltivazioni. Munito dei conforti della famiglia e di numerosi amici, morì a Sambuca di Sicilia il 5 agosto 1867.

### Opere
- Poesie, 2 volumi, 1822-1823, Palermo.
- Sulla Venere Siracusana, Ode, 1826, Palermo.
- Un tributo al merito, Versi, 1830, Palermo.
- In morte di Giuseppe Marco Calvino da Trapani, Ode, 1834, Palermo.
- Alcune Prose, 1841, Palermo.
- Poesie Sacre Popolari, 1842, Palermo.
- Opere e prose del dottor Vincenzo Navarro da Ribera, 1844-1859, Palermo, Tipografia di Bernardo Virzì.
- Per Napoleone, Versi, 1845, Palermo.
- Navarro in Palermo nel 1846, Versi, 1846, Palermo.
- Al Padre Settecasi, Versi, 1847, Palermo.
- Nella Vergine della Rocca di Alfonso Giglio, Versi, 1847, Palermo.
- Per le risaje, parole e reclamo, 1848, Palermo.
- Intorno a Ribera, Parole, 1856.
- Il Garibaldi, Poema, 1860, Palermo, Tipografia Fratelli Pedone Lauriel.
- A Francesco Crispi Segretario di Stato. Canto del Dott. Vincenzo Navarro, 1860, Palermo, Stabilimento tipografico di Francesco Lao. URL consultato il 6 marzo 2011.
- L'apocalissi politica, 1863.